# Гарсия, Лусия
Лусия Гарсия Кордоба (исп. Lucía García Córdoba; род. 14 июля 1998, Баракальдо, Страна Басков) — испанская футболистка, нападающий мексиканского клуба «Монтеррей» и национальной сборной Испании.

## Ранние годы
Гарсия была единственной девочкой из четверни. Она родилась в университетской больнице Крусес в Баракальдо, в 180 милях от её родного города Аллер, после того как её мать решила обратиться в специализированную больницу из-за повышенного риска многоплодной беременности. Они родились недоношенными, через семь месяцев, и изначально были помещены в инкубаторы. В детстве она рассказывала, что никто из её братьев не интересовался футболом, и она играла на улице. Она год играла в футзал в соседнем Кабаньякинте, прежде чем два года занималась лёгкой атлетикой и теннисом. Когда ей было 13 лет, учитель физкультуры предложил Гарсии попробовать себя в молодёжной команде «Овьедо Модерно».

## Клубная карьера

### «Овьедо Модерно»
8 сентября 2013 года, в возрасте 15 лет, Гарсия дебютировала в высшем дивизионе Испании за основную команду «Овьедо Модерно». Она вышла на замену Ирен дель Рио на 67-й минуте в проигрышном первом туре сезона 2013/2014 против «Валенсии» (1:2). В своём дебютном сезоне она забила 8 голов в 26 матчах лиги, благодаря чему «Овьедо» занял 13-е место из 16 команд. В следующем сезоне она забила вновь 8 голов в 18 матчах, а команда заняла 10-е место, что стало их лучшим результатом с 2003 года. В своём третьем сезоне Гарсия забила 3 гола в 19 играх, а «Овьедо» занял 15-е место и вылетел в низшую лигу.

### «Атлетик Бильбао»
После вылета «Овьедо» из высшего дивизиона в сезоне 2015/2016, Гарсия подписала контракт с клубом «Атлетик Бильбао» в июне 2016 года. В соответствии с ограничениями, наложенными клубом на игроков, обстоятельства её рождения позволили ей играть за клуб, состоящий из басков. Она дебютировала 3 сентября 2016 года, выйдя в стартовом составе в первом матче сезона и забив гол в победном матче против «Альбасете» (2:0). В том же сезоне она дебютировала в Лиге чемпионов, выйдя на поле в первом матче 1/16 финала против датского клуба «Фортуна» (Йёрринг), завершившемся победой со счётом 2:1.

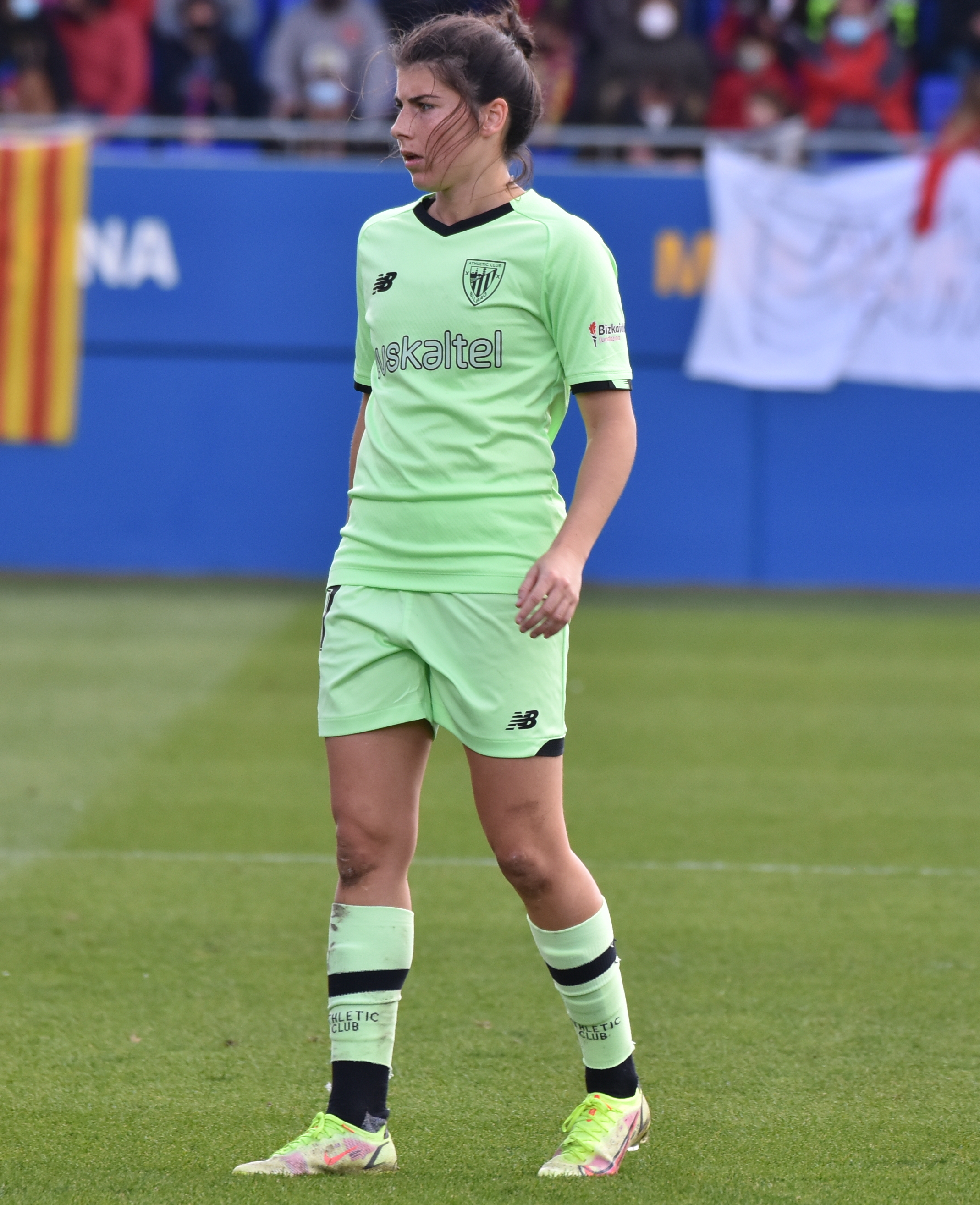
Гарсия в составе «Атлетик Бильбао» (2021)

Забив 5 и 7 голов в своих первых двух сезонах соответственно, Гарсия совершила прорыв в сезоне 2018/2019, забив 13 голов в 22 матчах, что является лучшим показателем в команде и восьмым лучшим показателем в лиге. 13 марта 2019 года она оформила свой первый хет-трик в карьере в проигрышном матче против «Логроньо» (3:4). Несмотря на травму, полученную в сезоне 2019/2020, Гарсия сыграла 18 матчей в лиге и забила 9 голов. В следующем сезоне она провела 29 матчей в лиге и забила 16 голов, установив рекордные для себя показатели, но, несмотря на это, «Атлетик» финишировал 11-м в национальном чемпионате. В своём последнем сезоне Гарсия забила 12 голов в лиге, став лучшим игроком команды, и помогла команде занять 7-е место. За шесть сезонов она забила 63 гола в 161 матче во всех соревнованиях, что помогло клубу достичь наивысшего результата в лиге — третьего места в сезоне 2017/2018, а также дважды вышла в полуфинал Кубка королевы. В 2022 году она решила не продлевать свой контракт с «Атлетиком» (как и её одноклубница и напарница по сборной Испании Айнхоа Мораса).

### «Манчестер Юнайтед»
25 июля 2022 года Гарсия подписала двухлетний контракт с английским клубом «Манчестер Юнайтед» из Суперлиги. Она дебютировала 17 сентября 2022 года в победном матче против «Рединга» (4:0), а затем забила свой первый гол за клуб на следующей неделе в победной выездной игре против «Вест Хэм Юнайтед» (2:0). 21 мая 2023 года Гарсия вышла на замену и забила победный гол на 90+1-й минуте манчестерского дерби, обеспечив «Юнайтед» первую в истории победу над «Манчестер Сити» в лиге.
В феврале 2024 года Гарсия забила единственный гол «Юнайтед» в матче против «Арсенала» (1:3), перед рекордной для Суперлиги публикой в 60 160 человек на стадионе «Эмирейтс». В финале Кубка Англии 2024 года Гарсия забила дважды и была названа игроком матча, а «Манчестер Юнайтед» впервые выиграл Кубок Англии, победив «Тоттенхэм Хотспур» (4:0) на стадионе «Уэмбли». 26 июня 2024 года было объявлено, что Гарсия покинет клуб по истечении срока её контракта.

### «Монтеррей»
26 июня 2024 года было объявлено, что Гарсия подписала контракт с мексиканским клубом «Монтеррей». Она дебютировала за клуб 22 августа во проигрышном матче против «УАНЛ Тигрес» (0:4) в Кубке чемпионов КОНКАКАФ. Четыре дня спустя, 26 августа, она забила свой первый гол за клуб в победном матче национального чемпионат против «Толуки» (5:0).

## Карьера за сборные

### Юношеские и молодёжные
В юности Гарсия представляла Испанию на уровне до 17, до 19 и до 20 лет, в том числе на четырёх крупных молодёжных турнирах: чемпионате Европы (до 17 лет) 2015 года, двух чемпионатах Европы (до 19 лет) (2016 и 2017) и двух чемпионатах мира (до 20 лет) (2016 и 2018).
Испания выиграла чемпионат Европы (до 17 лет) 2015 года, обыграв Швейцарию со счётом 5:2 в финале. Гарсия выходила в стартовом составе во всех пяти играх турнира и заняла второе место в гонке за «золотую бутсу» с пятью голами, отстав на один гол от Стефани Сандерс из Германии.
В следующем году она представляла Испанию на чемпионате Европы (до 19 лет) в Словакии, где они заняли второе место, уступив Франции в финале со счетом 2:1. Она забила четыре гола в пяти матчах, заняв третье место после  Марии-Антуанетты Катото и Джилл Роорд. Позже в том же году она была вызвана в сборную на чемпионат мира (до 20 лет) в Папуа-Новой Гвинее, сыграв во всех четырех играх и забив три гола: два в победном матче группового этапа против Канады и ещё один в проигрышном четвертьфинальном матче против КНДР (2:3). Она сохранила своё место в составе сборной (до 19 лет) и была выбрана Педро Лопесом для участия на чемпионате Европы 2017 года. Испания выиграла турнир благодаря голу в добавленное время Патрисии Гихарро финального матча против Франции. Гарсия вышла в стартовом составе во всех матчах турнира и забила два гола, став второй в команде после Гихарро с пятью голами, но она не попала в символическую сборную турнира. Этот результат также позволил Испании попасть на чемпионат мира (до 20 лет) 2018 года. Она дважды выходила на поле, оба на групповом этапе, и забила один гол в матче с США (2:2). Испания заняла второе место, проиграв Японии в финале со счётом 1:3.

### Национальная

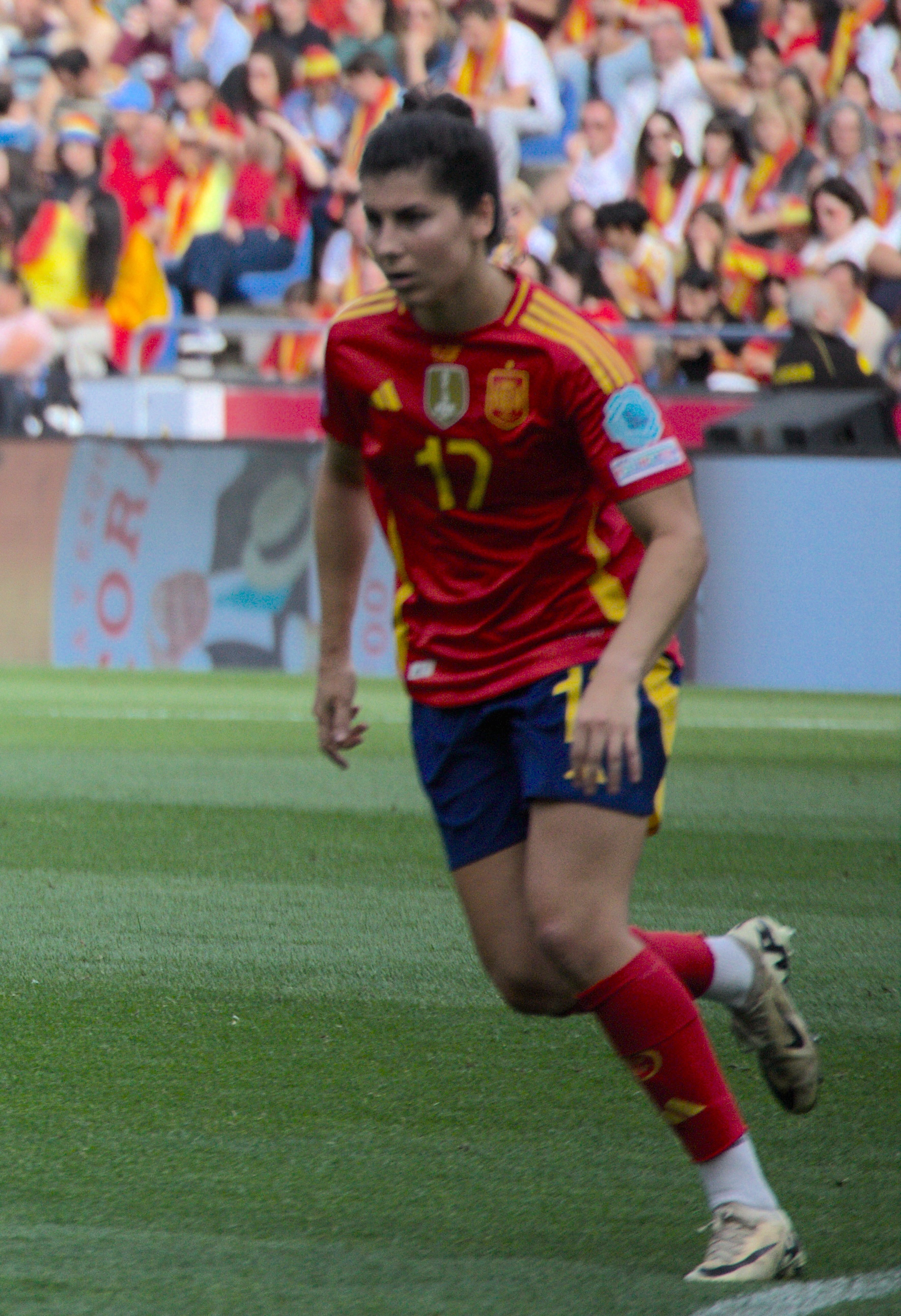
Гарсия в составе сборной Испании в 2024 году

Гарсия получила свой первый вызов в национальную сборную Испании на Кубок Кипра 2018 года. Её ебют состоялся 2 марта, когда Хорхе Вильда заменилДженнифер Эрмосо на 58-й минуте в матче турнира против Бельгии (0:0). Она ещё дважды выходила на поле в турнире: в групповой стадии против Чехии, а затем в победном финальном матче против Италии.
В 2019 году, в возрасте 20 лет, она стала самым молодым игроком, включенным в состав сборной Испании на предстоящий чемпионат мира. Гарсия забила свой первый гол за сборную 8 июня 2019 года, в победном матче групповой стадии против ЮАР (3:1).
В 2020 году Гарсия забила четыре гола в четырёх матчах за сборную Испании. Она оформила дубль в победном матче SheBelieves Cup 2020 против Японии (3:1), и ещё один дубль в победной игре против Молдовы (9:0)) в отборочном турнире чемпионата Европы 2022.
В 2022 году Гарсия была включена в состав сборной на чемпионат Европы 2022 года, свой второй крупный турнир подряд. Она заменила Дженнифер Эрмосо, которая выбыла из турнира из-за травмы. Гарсия забила два гола в товарищеском матче против Австралии, прежде чем вышла в стартовом составе во всех трёх играх группового этапа, забив гол в победном матче против Финляндии (4:1). Она осталась на скамейке запасных в четвертьфинальном матче против Англии, где Испания проиграла со счетом 1:2 в дополнительное время.
Она была одной из Las 15, группы игроков, которые отказались от участия в международном отборе в сентябре 2022 года из-за недовольства главным тренером Хорхе Вильдой, и среди дюжины тех, кто не был 11 месяцев спустя включён на победный чемпионат мира в Австралии и Новой Зеландии.
20 июня 2025 года Гарсия была включена в состав сборной на чемпионат Европы 2025 года в Швейцарии.

## Статистика

### Клубная
.
| Клуб              | Сезон      | Лига       | Лига  | Лига | Кубок | Кубок | Кубок лиги | Кубок лиги | Континент | Континент | Итог  | Итог |
| Клуб              | Сезон      | Дивизион   | Матчи | Голы | Матчи | Голы  | Матчи      | Голы       | Матчи     | Голы      | Матчи | Голы |
| ----------------- | ---------- | ---------- | ----- | ---- | ----- | ----- | ---------- | ---------- | --------- | --------- | ----- | ---- |
| Овьедо Модерно    | 2013/14    | Примера    | 26    | 8    | —     | —     | —          | —          | —         | —         | 26    | 8    |
| Овьедо Модерно    | 2014/15    | Примера    | 18    | 8    | —     | —     | —          | —          | —         | —         | 18    | 8    |
| Овьедо Модерно    | 2015/16    | Примера    | 19    | 3    | —     | —     | —          | —          | —         | —         | 19    | 3    |
| Овьедо Модерно    | Итог       | Итог       | 63    | 19   | 0     | 0     | 0          | 0          | 0         | 0         | 63    | 19   |
| Атлетик Бильбао   | 2016/17    | Примера    | 23    | 5    | 1     | 0     | —          | —          | 2         | 0         | 26    | 5    |
| Атлетик Бильбао   | 2017/18    | Примера    | 27    | 4    | 3     | 3     | —          | —          | —         | —         | 30    | 7    |
| Атлетик Бильбао   | 2018/19    | Примера    | 22    | 13   | 2     | 0     | —          | —          | —         | —         | 24    | 13   |
| Атлетик Бильбао   | 2019/20    | Примера    | 18    | 9    | 3     | 1     | —          | —          | —         | —         | 21    | 10   |
| Атлетик Бильбао   | 2020/21    | Примера    | 29    | 16   | 0     | 0     | —          | —          | —         | —         | 29    | 16   |
| Атлетик Бильбао   | 2021/22    | Примера    | 29    | 12   | 2     | 0     | —          | —          | —         | —         | 31    | 12   |
| Атлетик Бильбао   | Итог       | Итог       | 148   | 59   | 11    | 4     | 0          | 0          | 2         | 0         | 161   | 63   |
| Манчестер Юнайтед | 2022/23    | Суперлига  | 20    | 8    | 5     | 0     | 3          | 0          | —         | —         | 28    | 8    |
| Манчестер Юнайтед | 2023/24    | Суперлига  | 22    | 3    | 4     | 4     | 4          | 1          | 2         | 0         | 32    | 8    |
| Манчестер Юнайтед | Итог       | Итог       | 42    | 11   | 9     | 4     | 7          | 1          | 2         | 0         | 60    | 16   |
| Монтеррей         | 2024/25    | Лига МХ    | 12    | 5    | 0     | 0     | —          | —          | 4         | 3         | 16    | 8    |
| Общий итог        | Общий итог | Общий итог | 265   | 94   | 20    | 8     | 7          | 1          | 8         | 3         | 300   | 106  |

1. ↑  Включая Кубок Испании и Кубок Англии
2. ↑  Включая Кубок Английской футбольной лиги[англ.]
3. ↑  Включая Лигу чемпионов УЕФА и Кубок чемпионов КОНКАКАФ[англ.]

### Международная
| Сборная | Год  | Матчи | Голы |
| ------- | ---- | ----- | ---- |
| Испания | 2018 | 8     | 0    |
| Испания | 2019 | 12    | 1    |
| Испания | 2020 | 4     | 4    |
| Испания | 2021 | 3     | 1    |
| Испания | 2022 | 10    | 3    |
| Испания | 2023 | 5     | 1    |
| Испания | 2024 | 15    | 2    |
| Итог    | Итог | 57    | 12   |

### Голы за сборную
| №  | Дата             | Матч | Место                                                    | Соперник          | Счёт | Результат | Турнир                  |
| -- | ---------------- | ---- | -------------------------------------------------------- | ----------------- | ---- | --------- | ----------------------- |
| 1  | 8 июня 2019      | 15   | Стад Осеан, Гавр, Франция                                | ЮАР               | 3:1  | 3:1       | ЧМ 2019                 |
| 2  | 5 марта 2020     | 21   | Интер-энд-Ко Стэдиум, Orlando, США                       | Япония            | 2:1  | 3:1       | SheBelieves Cup 2020    |
| 3  | 5 марта 2020     | 21   | Интер-энд-Ко Стэдиум, Orlando, США                       | Япония            | 3:1  | 3:1       | SheBelieves Cup 2020    |
| 4  | 19 сентября 2020 | 24   | Зимбру, Кишинёв, Молдова                                 | Молдова           | 1:0  | 9:0       | Квалификация на ЧЕ 2022 |
| 5  | 19 сентября 2020 | 24   | Зимбру, Кишинёв, Молдова                                 | Молдова           | 5:0  | 9:0       | Квалификация на ЧЕ 2022 |
| 6  | 16 сентября 2021 | 26   | Торсволлур, Торсхавн, Фарерские острова                  | Фарерские острова | 6:0  | 10:0      | Квалификация на ЧМ 2023 |
| 7  | 5 июня 2022      | 32   | Нуэво Коломбино, Уэльва, Испания                         | Австралия         | 4:0  | 7:0       | Товарищеский матч       |
| 8  | 5 июня 2022      | 32   | Нуэво Коломбино, Уэльва, Испания                         | Австралия         | 5:0  | 7:0       | Товарищеский матч       |
| 9  | 8 июля 2022      | 34   | Стэдиум МК, Милтон-Кинс, Англия                          | Финляндия         | 3:1  | 4:1       | ЧЕ 2022                 |
| 10 | 26 сентября 2023 | 39   | Эстадио Нуэво Арканхель, Кордова, Испания                | Швейцария         | 1:0  | 5:0       | 2023/24                 |
| 11 | Шаблон:Sortdate  | 46   | Элиодоре Родригес Лопес, Санта-Крус-де-Тенерифе, Испания | Дания             | 3:2  | 3:2       | Квалификация на ЧЕ 2025 |
| 12 | 3 декабря 2024   | 57   | Альянц Ривьера, Ницца, Франция                           | Франция           | 3:1  | 4:2       | Товарищеский матч       |
| 13 | 21 февраля 2025  | 58   | Сьюдад де Валенсия, Валенсия, Испания                    | Бельгия           | 2:2  | 3:2       | 2025                    |

## Достижения

### «Манчестер Юнайтед»
- Обладательница Кубка Англии: 2023/24[45]

### Сборная
- Вице-чемпионка Европы: 2025[46]
- Победительница Лиги наций УЕФА[англ.]: 2023/24[47]
- Обладательница Кубка Кипра: 2018